# Paragramma
Paragramma è un termine per indicare l'accostamento di due parole che si differenziano soltanto per un grafema o una lettera dell'alfabeto.
Può essere un gioco di parole o, a volte più semplicemente, un refuso. Ad esempio:
al mare le more
L'uso ripetitivo e involontario può essere provocato da un disturbo del linguaggio detto paragrammatismo.